# 北海道道715号芽室東四条帯広線

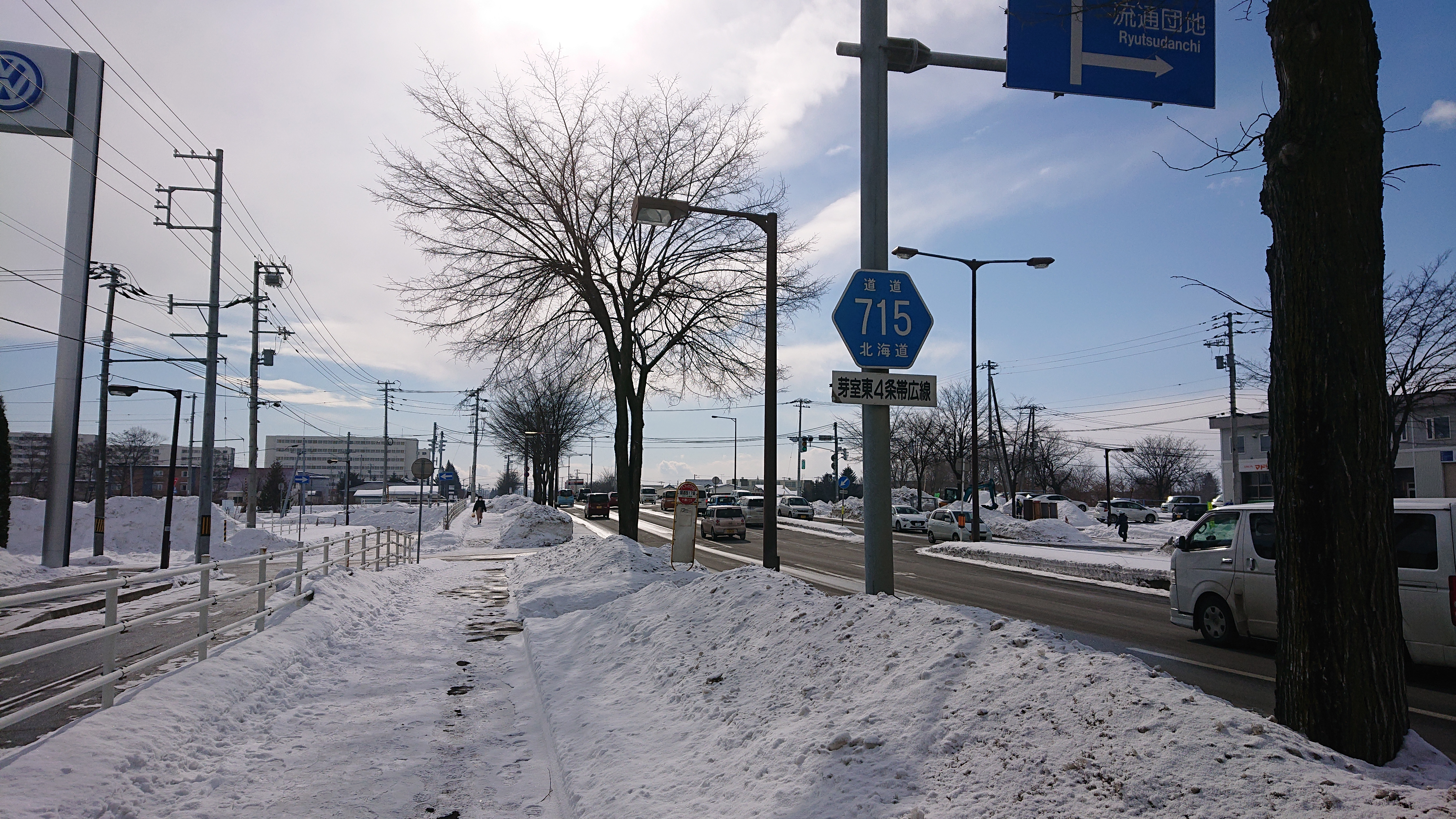
北海道道715号芽室東四条帯広線

北海道道715号芽室東四条帯広線（ほっかいどうどう715ごう めむろひがしよじょうおびひろせん）は、北海道河西郡芽室町と帯広市を結ぶ一般道道である。

## 概要

### 路線データ
- 起点：北海道河西郡芽室町東4条2丁目（北海道道62号豊頃糠内芽室線交点）
- 終点：北海道帯広市西18条北1丁目（国道38号・国道241号・国道273号交点）
- 総距離：13.2 km（重複区間3.2 km）

## 歴史
- 1971年（昭和46年）3月31日 - 路線認定[1]。

## 路線状況

### 重複区間
帯広市
- 西23条南3丁目 - 西17条南3丁目（北海道道151号幕別帯広芽室線）

## 地理

### 通過する自治体
- 十勝総合振興局
  - 河西郡芽室町
  - 帯広市

### 交差する道路
芽室町
- 北海道道62号豊頃糠内芽室線 - 東4条2丁目（起点）

帯広市
- 北海道道214号川西芽室音更線 - 西24条南2丁目
- 北海道道151号幕別帯広芽室線 - 西23条南3丁目、西17条南3丁目
- 国道38号 - 西18条北1丁目（終点）
- 国道241号（帯広北バイパス） - 西18条北1丁目（終点）
- 国道273号 - 西18条北1丁目（終点）

### 沿線にある施設など
芽室町
- 北海道芽室高等学校 - 東めむろ1条北1丁目6

帯広市
- 北海道帯広三条高等学校 - 西23条南2丁目12
- JR北海道根室本線柏林台駅 - 西十七条南1丁目